# SWAT: Target Liberty
SWAT: Target Liberty es un videojuego táctico de disparos en tercera persona desarrollado por 3G Studios y publicado por Vivendi Games perteneciente a la saga de videojuegos Police Quest.  Lanzado en 2007 exclusivamente para la consola portátil PlayStation Portable (PSP), el juego ofrece a los jugadores una experiencia inmersiva como parte de un equipo SWAT de élite.

## Desarrollo
El desarrollo de SWAT: Target Liberty comenzó en 2005, con 3G Studios tomando las riendas como desarrollador principal.  El estudio tenía como objetivo crear un juego SWAT realista y atractivo para la plataforma portátil, inspirándose en la exitosa serie SWAT de Sierra Entertainment.  El juego fue diseñado para brindar una experiencia táctica auténtica, combinando un juego lleno de acción con la toma de decisiones estratégicas.

## Jugabilidad
En términos de jugabilidad, SWAT: Target Liberty ofrece una campaña para un solo jugador que lleva a los jugadores a través de varias misiones ambientadas en una versión ficticia de la ciudad de Nueva York.  El juego presenta una amplia gama de entornos, desde calles urbanas hasta estaciones de metro llenas de gente y rascacielos imponentes.  Los jugadores asumen el papel de Kurt Wolfe, un oficial SWAT encargado de mantener la ley y el orden frente a las crecientes amenazas.
Como parte del equipo SWAT, los jugadores deben emplear una combinación de planificación táctica y disparos precisos para neutralizar a los delincuentes y desactivar situaciones peligrosas.  El juego enfatiza la importancia de las tácticas no letales, alentando a los jugadores a detener a los sospechosos siempre que sea posible.  El uso de armas, equipos y tácticas realistas se suma a la experiencia inmersiva.
La campaña en SWAT: Target Liberty lleva a los jugadores a través de una serie de misiones interconectadas, cada una con sus propios objetivos y desafíos únicos.  La historia profundiza en temas de terrorismo, corrupción política y las áreas grises de la aplicación de la ley.  A medida que los jugadores avanzan, descubren una compleja red de conspiraciones que amenazan la estabilidad de la ciudad, obligándolos a tomar decisiones difíciles y enfrentar las consecuencias de sus acciones.
A lo largo de la campaña, los jugadores tienen acceso a un arsenal de armas y equipos, incluidas armas de fuego, dispositivos menos letales y herramientas para romper y despejar habitaciones.  La mecánica del juego prioriza el trabajo en equipo y la coordinación, y los jugadores pueden dar órdenes a sus compañeros de equipo controlados por IA para realizar acciones específicas o tomar posiciones.  Esto agrega profundidad al juego y fomenta el pensamiento estratégico.

## Campaña
El oficial SWAT  Kurt Wolfe, al principio, es asignado para acabar con la renovada violencia de pandillas asiáticas liderada por coreano-estadounidenses étnicos. Pero más tarde, él y su equipo descubren que  las fuerzas de Al-Qaeda  planean culpar al gobierno de Corea del Norte por la explosión de un arma nuclear en suelo estadounidense.

## Actores de voz
SWAT: Target Liberty presenta un sólido elenco de actores que brindan actuación de voz para los personajes del juego.
| Lista de actores de voz |      |                                                       |
| S. Scott Bullock        | como | SWAT Officer Steven 'Gramps' Reynolds                 |
| Phil Carey              | como | Co-Pilot                                              |
| Brian Dobson            | como | Nangung Seung / President                             |
| Chris Edgerly           | como | SWAT Officer Zack 'Hollywood Fields'                  |
| Justin Gross            | como | SWAT Team Leader                                      |
| Simon C. Hussey         | como | Agent Ridel                                           |
| Jennifer Kitchen        | como | Newscaster                                            |
| Nolan North             | como | SWAT Officer Tony 'Subway' Girard                     |
| Mark Oliver             | como | SWAT Captain Kevin Peterson / General / Masiab Kalmar |
| Michael Ralph           | como | SWAT Officer Allen 'Python' Jackson                   |
| Iain Ross               | como | Building Manager                                      |
| Valerie Sing Turner     | como | Seung's Wife                                          |

## Recepción
SWAT: Target Liberty recibió críticas mixtas tras su lanzamiento, contando con una puntuación de 50/100 en Metacritic.  Los críticos elogiaron la atmósfera envolvente, la profundidad táctica y las misiones desafiantes del juego.  Sin embargo, algunos criticaron los controles y el comportamiento de la IA, señalando problemas ocasionales con la búsqueda de rutas y la capacidad de respuesta.